# Tiếng Kangean
Tiếng Kangean là một ngôn ngữ ở Indonesia, được sử dụng bởi cư dân ở quần đảo Kangean, quần đảo ở phía đông của đảo Madura. Số người nói vào cỡ 110.000 (2000 census).
Tiếng Kangean được coi là phương ngữ của tiếng Madura, tuy nhiên nó hầu như không dễ thông hiểu với tiếng Madura đích thực.